# Ctenotus taeniolatus
Ctenotus taeniolatus este o specie de șopârle din genul Ctenotus, familia Scincidae, descrisă de White 1790. Conform Catalogue of Life specia Ctenotus taeniolatus nu are subspecii cunoscute.